# Cyclura collei
Cyclura collei (ямайська ігуана) є великим видом ящірок родини ігуанових. Вид є ендеміком Ямайки. Він перебуває під загрозою зникнення, навіть вважається вимерлим між 1948 і 1990 роками. Колись його можна було знайти по всій Ямайці та на прибережних острівцях Великий Козячий острів і Малий Козячий острів, тепер він обмежений лісами Хеллширських пагорбів.

## Опис
Це велика ящірка з важким тілом, переважно від зеленого до солоно-блакитного кольору з темнішим оливково-зеленим забарвленням на плечах. На спині тварини від основи шиї до хвоста тягнуться три темні широкі шеврони з темними оливково-коричневими зигзагоподібними плямами. Луска спинного гребеня дещо яскравіше синювато-зелена, ніж тіло. Поверхні тіла вкриті плямами жовтуватого кольору, що розпадаються на невеликі групи плям. Дикі особини, особливо гніздові самиці, часто мають насичений червонувато-коричневий колір після копання в грубих ферралітичних ґрунтах регіону Хеллшир-Гіллз.
Ямайська ігуана є другою за величиною наземною твариною Ямайки, більше важить лише ямайський удав (Chilabothrus subflavus). Самці можуть виростати до 2 кілограмів і 428 міліметрів у довжину, тоді як самиці трохи менші, виростаючи до 378 міліметрів у довжину. Самці також мають великі стегнові пори на нижній стороні стегон, які використовуються для вивільнення феромонів. Пори самиць менші, і вони не мають такого високого спинного гребеня, як у самця, що робить тварину дещо статево диморфною.

## Дієта
Як і всі види Cyclura, ямайська ігуана переважно травоїдна, споживаючи листя, квіти та плоди понад 100 різних видів рослин. Ця дієта дуже рідко доповнюється комахами та безхребетними, такими як равлики. Однак їх можна просто випадково з'їсти, поки вони поїдають листя, на якому живуть безхребетні.